# Baggbo
Baggbo är en bebyggelse  i Borlänge kommun, SCB avgränsade här före 2020 och sedan 2023 en småort. Baggbo ligger söder om Borlänge, i Stora Tuna socken, mellan Borlänge och Idkerberget. Från Baggbo härstammar även Baggbodykarna som är en av Sveriges mest kända gruvdykningsgrupper.